# یوزف کیتزمولر
یوزف کیتزمولر (آلمانی: Josef Kitzmüller; ۲۱ ژوئن ۱۹۱۲ – ۱۴ مهٔ ۱۹۷۹) بازیکن فوتبال اهل اتریش بود.